# رنسانس بنگالی
رنسانس بنگالی یا رنسانس بنگال، (بنگالی: বাংলার নবজাগরণ بنگالی: বাংলার নবজাগরণ بنگالی: বাংলার নবজাগরণ بنگالی: বাংলার নবজাগরণ؛ Bānglār nabajāgaraān) یک جنبش فرهنگی، اجتماعی، فکری و هنری در منطقه بنگال در بخش شرقی شبه قاره هند در دوره امپراتوری هند، از قرن نوزدهم تا اوایل قرن بیستم تحت سلطه هندوها بنگالی بود. می‌توان گفت که رنسانس بنگال با رجار رام موان روی (۱۸۷۵–۱۷۷۵) آغاز شده و با رابیندرانات تاگور (۱۹۴۱–۱۸۶۱) به پایان رسید، گرچه بسیاری از متفکران مانند ساتیاجیت رای (۱۹۲۱–۱۹۹۲) میراث فکری و خلاق منحصر به فردی داشته‌اند. بنگال قرن نوزدهم ترکیبی منحصر به فرد از اصلاح طلبان، محققان، بزرگان ادبیات، روزنامه نگاران، هواداران و دانشمندان میهنی بود که همگی به شکل تصویری از رنسانس شکل می‌گرفتند و گذار از «قرون وسطی» به «دوران مدرن» را ممکن ساختند.

## زمینه
در طول این دوره، بنگال شاهد بیداری فکری بود که در شانزدهم میلادی شبیه رنسانس در اروپا بود، گرچه اروپایی‌های آن دوره با چالش و نفوذ استعمار بیگانه مواجه نبودند. این جنبش ارتدوکسی‌های موجود، به خصوص در رابطه با زنان، ازدواج، سیستم پاداش، نظام کاستی و دین، مورد پرسش قرار گرفت. یکی از اولین جنبشهای اجتماعی که در طول این زمان ظهور کرد، جنبش جوان بنگال بود که عقل‌گرایی و بیخدایی را به عنوان مخرج مشترک رفتار مدنی در میان هندوها تحصیل کرده بود.

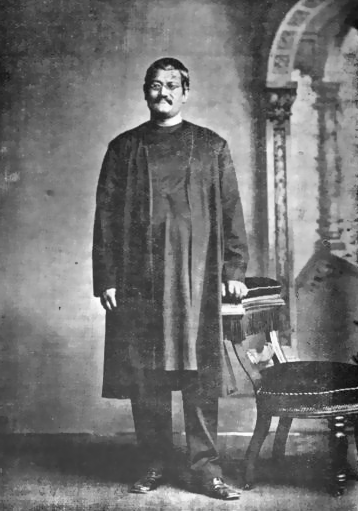
Keshub Chandra سن یکی از پیشگامان پیش از برهمه سماج است.

جنبش موازی اجتماعی و مذهبی Brahmo Samaj در طول این مدت توسعه یافت و بسیاری از رهبران رنسانس بنگال را در میان پیروان خود شمرد. اما در سال‌های پیش، برهمو سامه، مانند سایر نقاط جامعه، در دوران فئودالی-استعماری، هندواری را که تحت تأثیر روشنگری اروپایی (و حامیان آن در هند، راج بریتانیا) بود، نمی‌توانست تصور کند، هرچند ریشه‌های فکری آن را به Upanishads ردیابی کرد. نسخه آنها از هندوئیسم یا دینی جهانی (شبیه به راماکریشنا) است، گرچه از شیوه‌هایی مانند ساتی و چندبندی  که در جنبه‌های اجتماعی زندگی هندو افتاده بود، در نهایت یک اعتقاد یکجانبه غیرمستقیم سفت و سخت بود که در واقع کاملاً متمایز از ماهیت پلورالیسم و چند وجهی شیوه عمل مذهب هندو بود. رهبران آینده مانند Keshub Chunder Sen به همان اندازه از مسیح بودند که از برهما، کریشنا و بودا بودند. برخی از محققان بر این باورند که جنبش براهما سامیج هرگز از حمایت توده‌ها دست نیافت و محدود به نخبگان شد، گرچه جامعه هندو بیشتر برنامه‌های اصلاحات اجتماعی برهمو سامه را پذیرفت. همچنین باید اذعان کرد که بسیاری از برهموس بعداً نیز رهبران جنبش آزادی بودند.
دوره رنسانس پس از شورش هند در سال ۱۸۵۷ شاهد یک انفجار باشکوه از ادبیات بنگالی بود. در حالی که رام موان روی و ایسوچ چاندرا ویدیاازگار پیشگام بودند، بعضی دیگر مانند بانکیم چاندرا چتتری، آن را گسترش دادند و بر آن ساخت. اولین نوشته‌های بانکیم چاندرا چارترجی، اولین یادگاری ناسیونالیستی رنسانس بنگال بود. نویسندگان بعد از دوره که بحث گسترده دربارهٔ مشکلات اجتماعی و اشکال ترجمهٔ بنگالی را به ادبیات اصلی ارائه دادند شامل Saratchandra Chatterjee است.

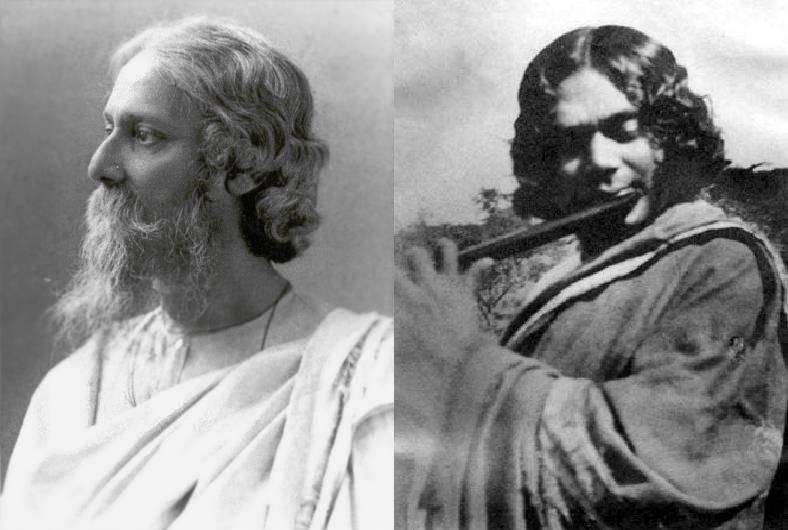
رابیندرانات تاگور اولین برنده جایزه نوبل آسیا است و آهنگساز جانا Gana مانا سرود ملی هند و همچنین عمار Shonar سرود ملی بنگلادش و قاضی نظرالاسلام نیز شاعر ملی بنگلادش شناخته می‌شود.

خانواده تاگور، از جمله رابیندرانات تاگور، رهبران این دوره بودند و علاقه خاصی به اصلاحات آموزشی داشتند. مشارکت آنها در رنسانس بنگال چندجانبه بود. ۱۹۰۱ تاگور بنگالی رمان، Nastanirh به عنوان یک نقد از مردان که استادانی که به پیروی از آرمان‌های رنسانس، اما موفق به انجام این کار در خانواده‌های خود نوشته شده‌است. نوشته‌های رابیندرانات تاگور (به ویژه اشعار و ترانه‌ها) را می‌توان به روشی از روح اوپانیشادها تحریک کرد. آثار او بارها و بارها به ایده‌های اوپانیاها در رابطه با روح، آزادی، مهاجرت و شاید اساساً در مورد روحیه ای که همهٔ آفرینش‌ها را برمی‌گزیند بر خلاف برمن یونانیان است. ترجمه انگلیسی Tagore از مجموعه ای از اشعار گیتانجالی او جایزه نوبل ادبیات در سال ۱۹۱۳ به دست آورد. او اولین آیزیش بود که این جایزه را به دست آورد (و اولین فرد غیر اروپایی / غیر سفید «رنگ» برای برنده جایزه نوبل در هر رده). این تنها نمونه در آن زمان بود، اما سهم خانواده تاگور بسیار زیاد است.

## مقایسه با رنسانس اروپا
کلمه «رنسانس» در تاریخ اروپا به معنای «تولد دوباره» بود و در زمینه احیای یادگیری گریکو-رومی در قرن‌های پانزدهم و شانزدهم پس از زمستان طولانی دوره قرون وسطی تاریک مورد استفاده قرار گرفت. مقایسه ای جدی با شخصیت‌های درامز رنسانس بنگال مانند کشب چاندرا سن، بیپین چاندرا پال و مین روی وجود دارد. در حدود یک قرن، آگاهی آگاهانه بنگال و دنیای مدرن در حال تغییر است که بیشتر از بقیه هندوستان پیشرفت کرده‌است.  بنابراین، نقش بنگال در بیداری مدرن هند، با موقعیتی است که ایتالیا در رنسانس اروپا اشغال کرده‌است، قابل مقایسه است. بسیار شبیه رنسانس ایتالیایی بود، جنبشی توده ای نبود؛ اما در عوض به طبقات بالا محدود می‌شود.
گرچه رنسانس بنگال «نقطه اوج فرایند ظهور ویژگی‌های فرهنگی مردم بنگالی بود که در دوره حسین شاه آغاز شده بود، اما عمدتاً هندو و تنها بخشی از مسلمانان بود». با این وجود، نمونه‌هایی از روشنفکران مسلمان مانند سید امیر علی، مشارف حسین، ساکت دین محمود، کازی ناصر اسلام و روکیا ساخوات حسین وجود داشت. جنبش آزادی عقل تلاش کرد تا دشمنی دینی و اجتماعی در جامعه مسلمان بنگالی را به چالش بکشد.

## علم و تکنولوژی
در طول علم رنسانس بنگال نیز توسط چندین دانشمند بنگالی مانند ساتیندرا نات بوز، آنیل کومار گین، رسانات چاندرا ماهالنوبیس، جگادیش چاندرا بوز و مگناد ساحا پیشرفت کرد. سر جگادیش چاندرا بوز یک همه چیزدان نمونه بود: فیزیکدان، زیست‌شناس، گیاه‌شناس، باستان‌شناس و نویسنده داستان علمی تخیلی. او پیشگام بررسی رادیو و مایکروویو اپتیک، سهم بسیار قابل توجهی به علوم گیاهی، و پایه‌گذاری تجربی علم در شبه قاره هند ایفا کرد. او یکی از پدران علوم رادیویی است و همچنین به عنوان پدر علم تخیلی بنگالی در نظر گرفته شده‌است. او در سال ۱۹۰۴ اولین شخصی بود که از شبه قاره هند برای کسب ثبت اختراع آمریکا استفاده می‌کرد. Anil Kumar Gain و Prasanta Chandra Mahalanobis رهبران ریاضیدانان و آمارگیران زمان خود بودند. افزایش به دانشگاه Vidyasagar رسید، در حالی که Mahalanobis پایه و اساس مؤسسه آمار هند را تأسیس کرد. ساتیندرا نات بوز یک فیزیکدان بود که متخصص فیزیک ریاضی بود. او برای کارهای خود در زمینه مکانیک کوانتومی در اوایل دهه ۱۹۲۰ به خوبی شناخته شده‌است و پایه ای برای آمار بوز-انیشتین و تئوری معادله بوژن-اینشتین است. او به عنوان اسم بوزون افتخار دارد. اگر چه بیش از یک جایزه نوبل برای تحقیق در رابطه با مفاهیم بوزون، آمار بوز-اینشتین و مایع بوز-اینشتین - که اخیراً جایزه نوبل فیزیک ۲۰۰۱ بود و برای ترویج تئوری مایع‌های بوز-اینشتین -Bose خود هرگز جوایز نوبل را دریافت نکرد.

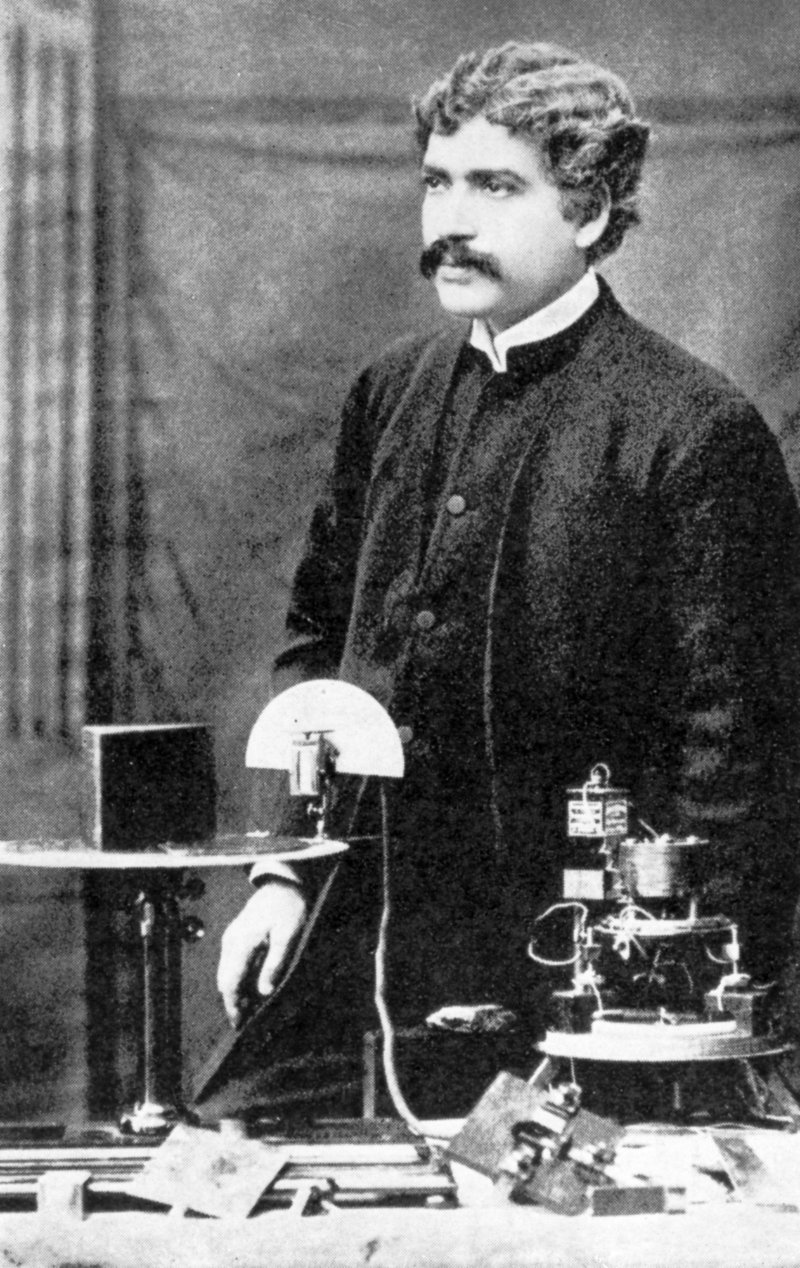
جگادیش چاندرا بوز
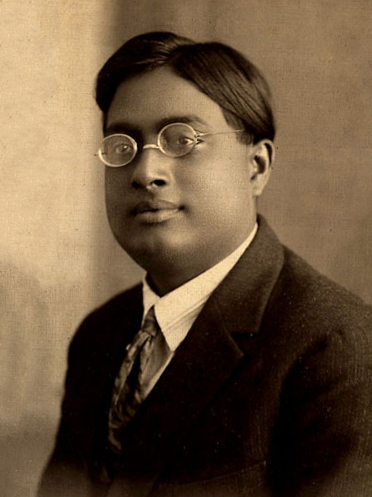
ساتیندرا نات بوز
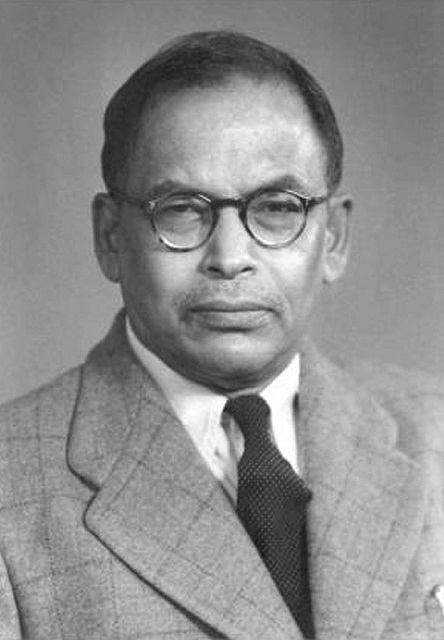
مگناد ساحا
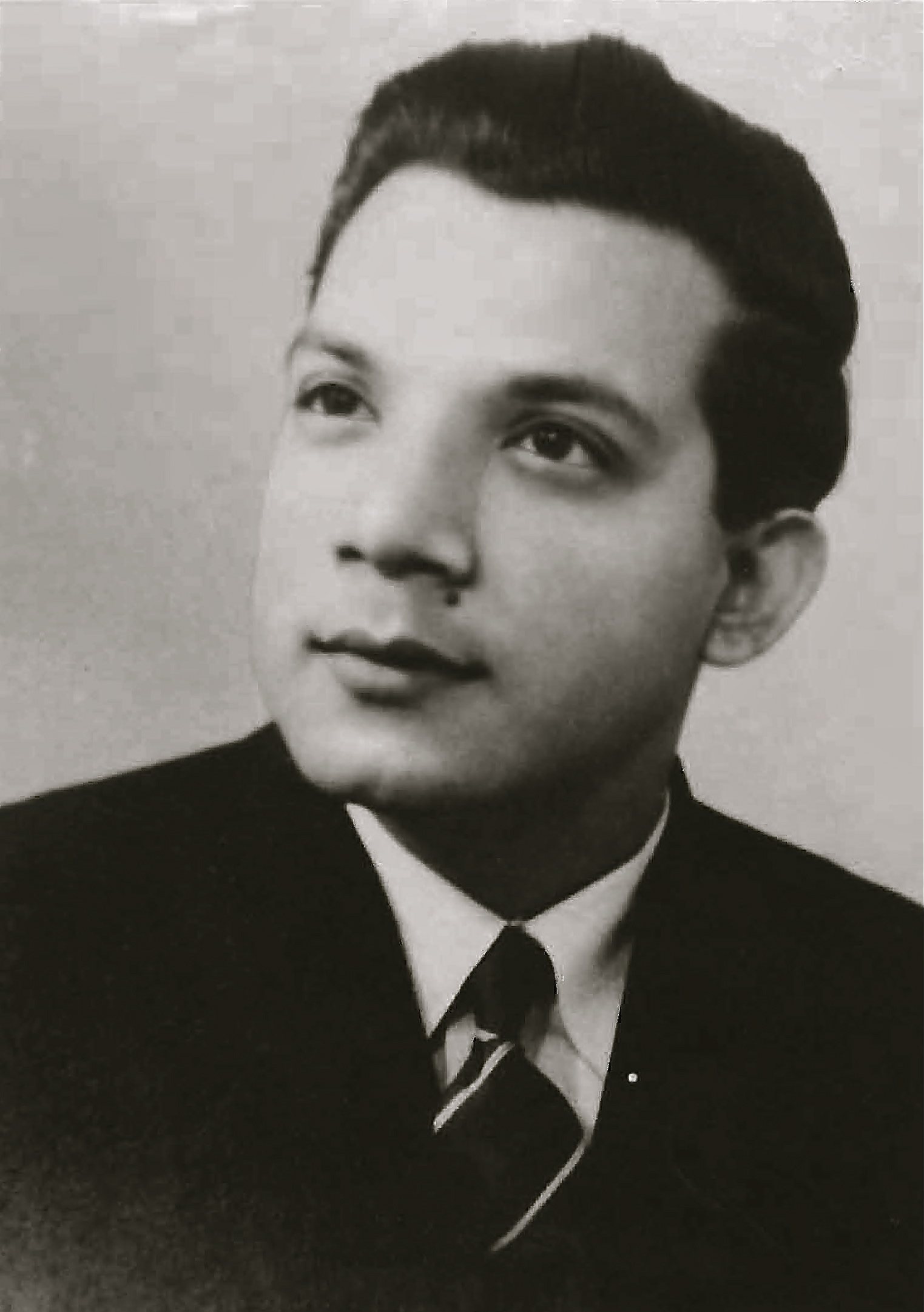
محمد فضل ربیعی

## هنر و ادبیات
به گفته مورخ رمشه چاندر دات: 
The conquest of Bengal by the English was not only a political revolution, but ushered in a greater revolution in thoughts and ideas, in religion and society... From the stories of gods and goddesses, kings and queens, princes and princesses, we have learnt to descend to the humble walks of life, to sympathise with the common citizen or even common peasant … Every revolution is attended with vigour, and the present one is no exception to the rule. Nowhere in the annals of Bengali literature are so many and so bright names found crowded together in the limited space of one century as those of Ram Mohan Roy, Akshay Kumar Dutt, Ishwar Chandra Vidyasagar, Michael Madhusudan Dutt, Hem Chandra Banerjee, Bankim Chandra Chatterjee and Dina Bandhu Mitra. Within the three quarters of the present century, prose, blank verse, historical fiction and drama have been introduced for the first time in the Bengali literature...

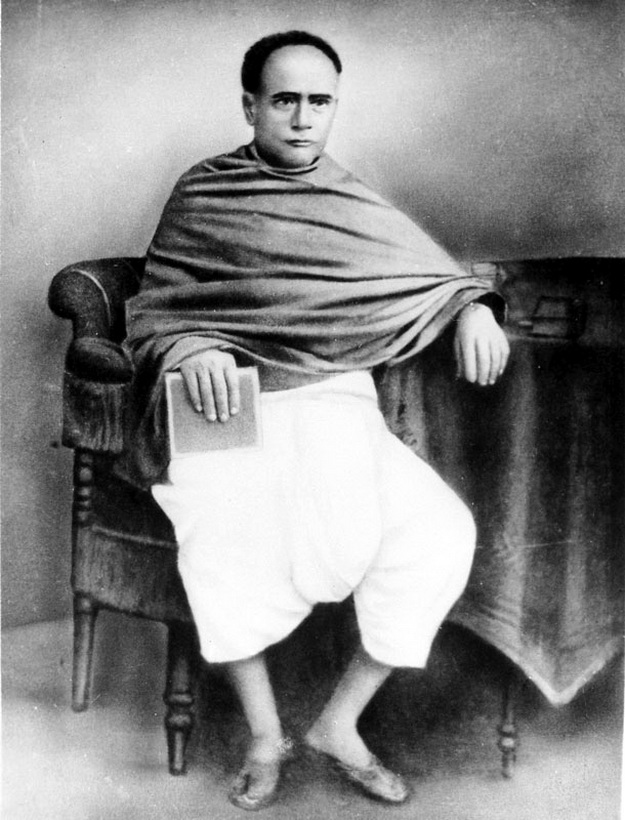
Ishwar چاندرا Vidyasagar
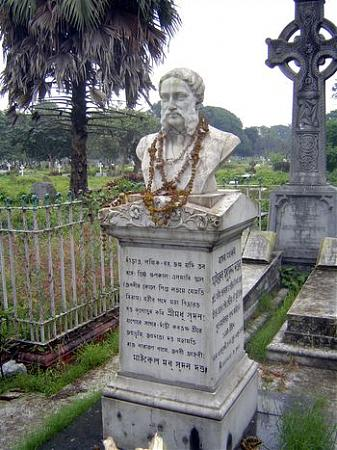
مایکل Madhusudan Dutt
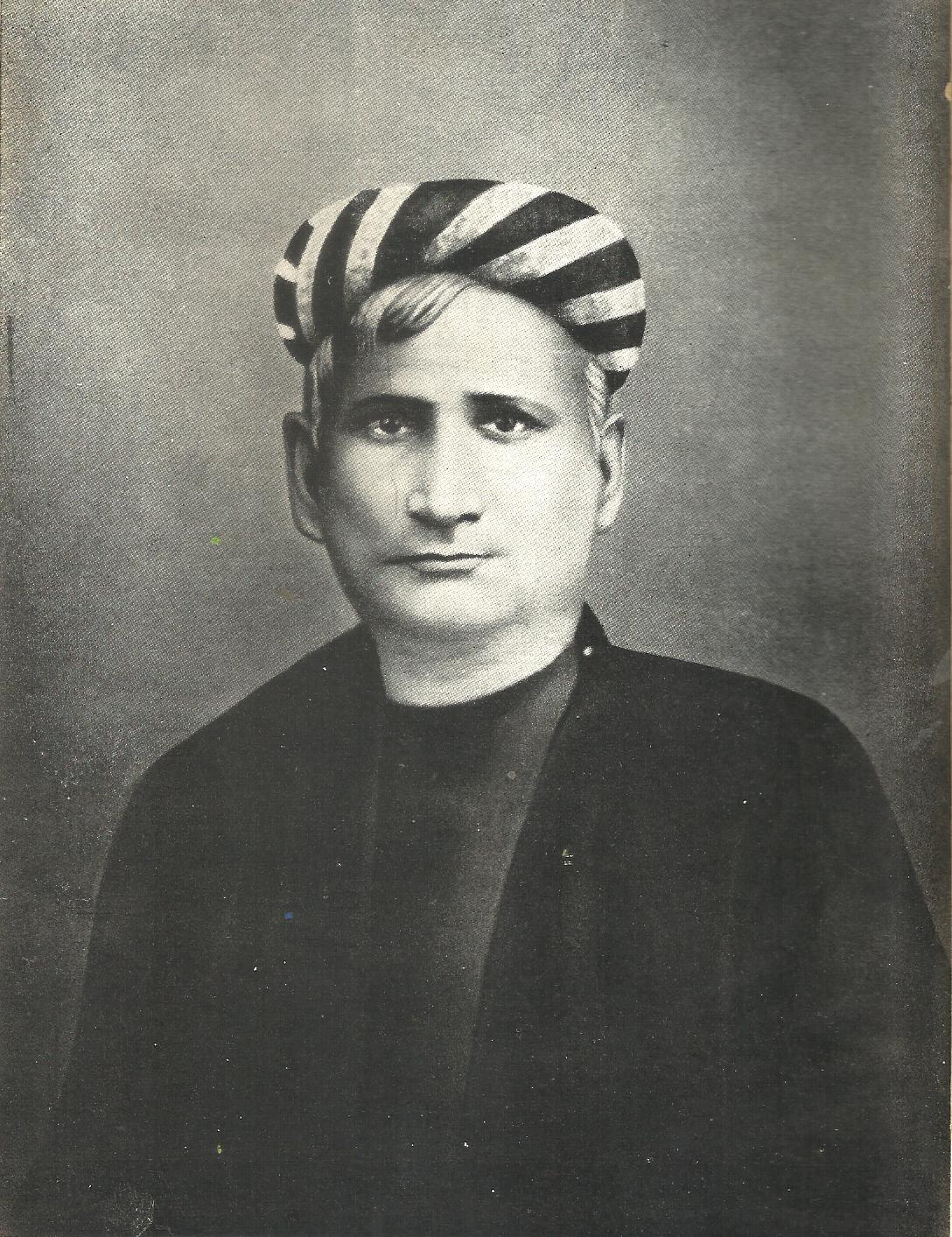
بانکیم چاندرا چاتپاتاهی
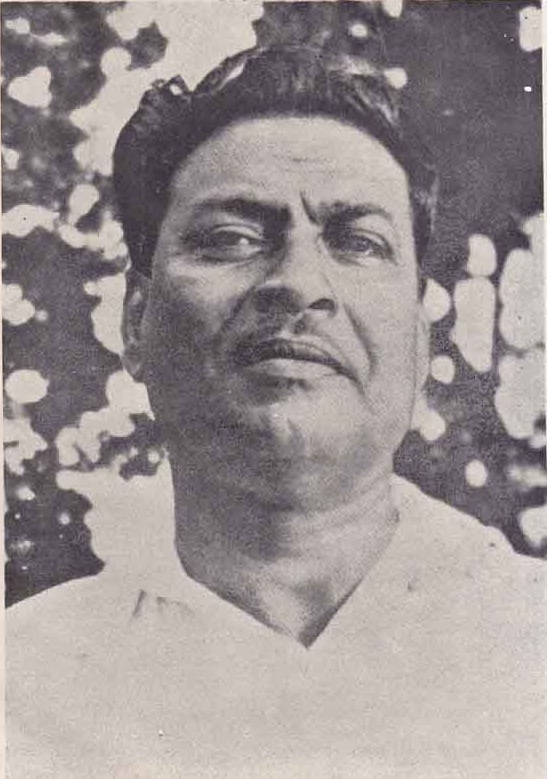
بیبوتیبهوشان باندیوپادیایی
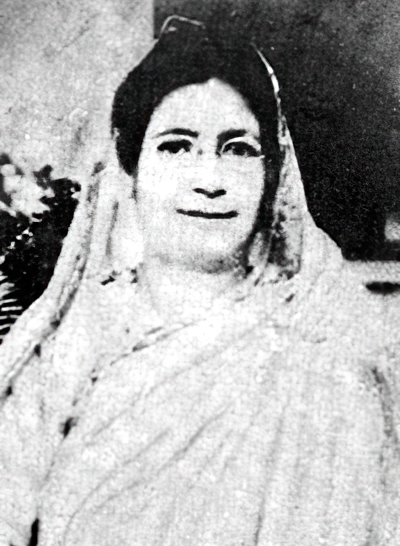
بیگم روکیا
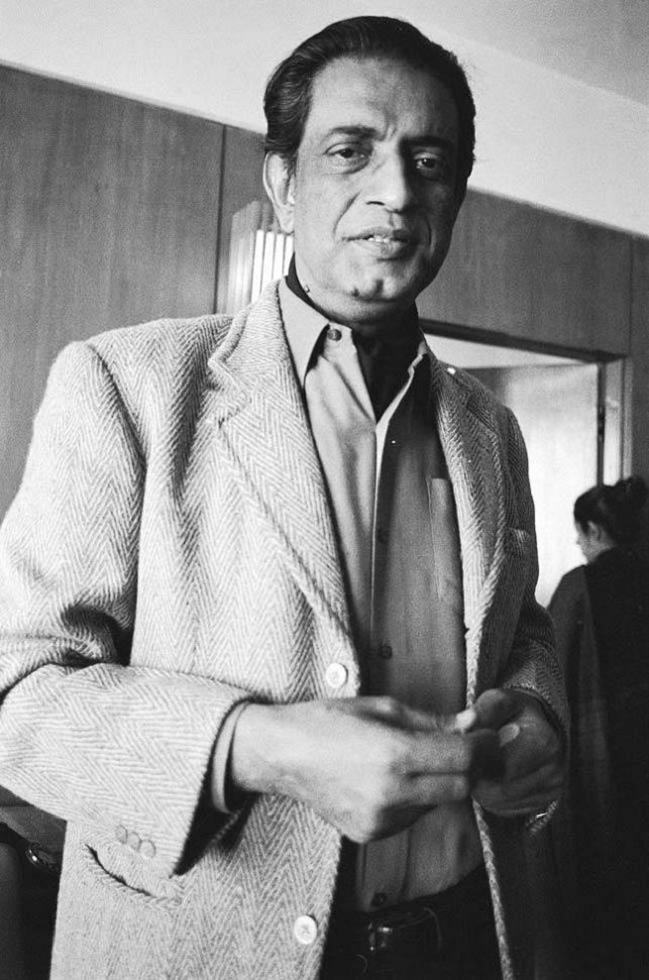
ساتیاجیت رای
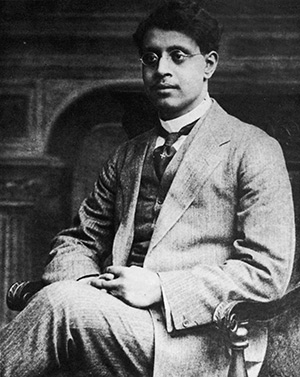
سوکومار رای

## دین و معنویت
برجسته‌ترین شخصیت‌های مذهبی و معنوی بنگالی عبارتند از Atiśa , Tilopa , Chaitanya Mahaprabhu، Ramakrishna , Sree Sree Thakur Anukulchandra , Nityananda , Haridasa Thakur , Jiva Goswami , Ramprasad Sen , Lokenath Brahmachari، Swami Vivekananda , Keshub Chandra Sen , Balananda Brahmachari, Vishuddhananda Paramahansa، Sri آروبیندو، لاهیری ماهاسایا، Bamakhepa، یوکتشوارگیری، Debendranath تاگور، سوامی Abhedananda , Bhaktivinoda تاکور، Bhaktisiddhanta ساراسواتی، AC Bhaktivedanta سوامی پرابهوپادا، Mohanananda Brahmachari به، Sitaramdas Omkarnath، رام تاکور، Lalon به، Tibbetibaba، سوهام سوامی، Nigamananda پاراماهانسا، Niralamba سوامی، Pranavananda، بیجوی کریشنا گاسوامی، پاراماهنسا یوگاناندا، پربخت رنجان سرکار، آنوکولچاندرا چاکراارتاتی، اناندامای م، هری هارناردا گری، انیروان و سری چینموی . 

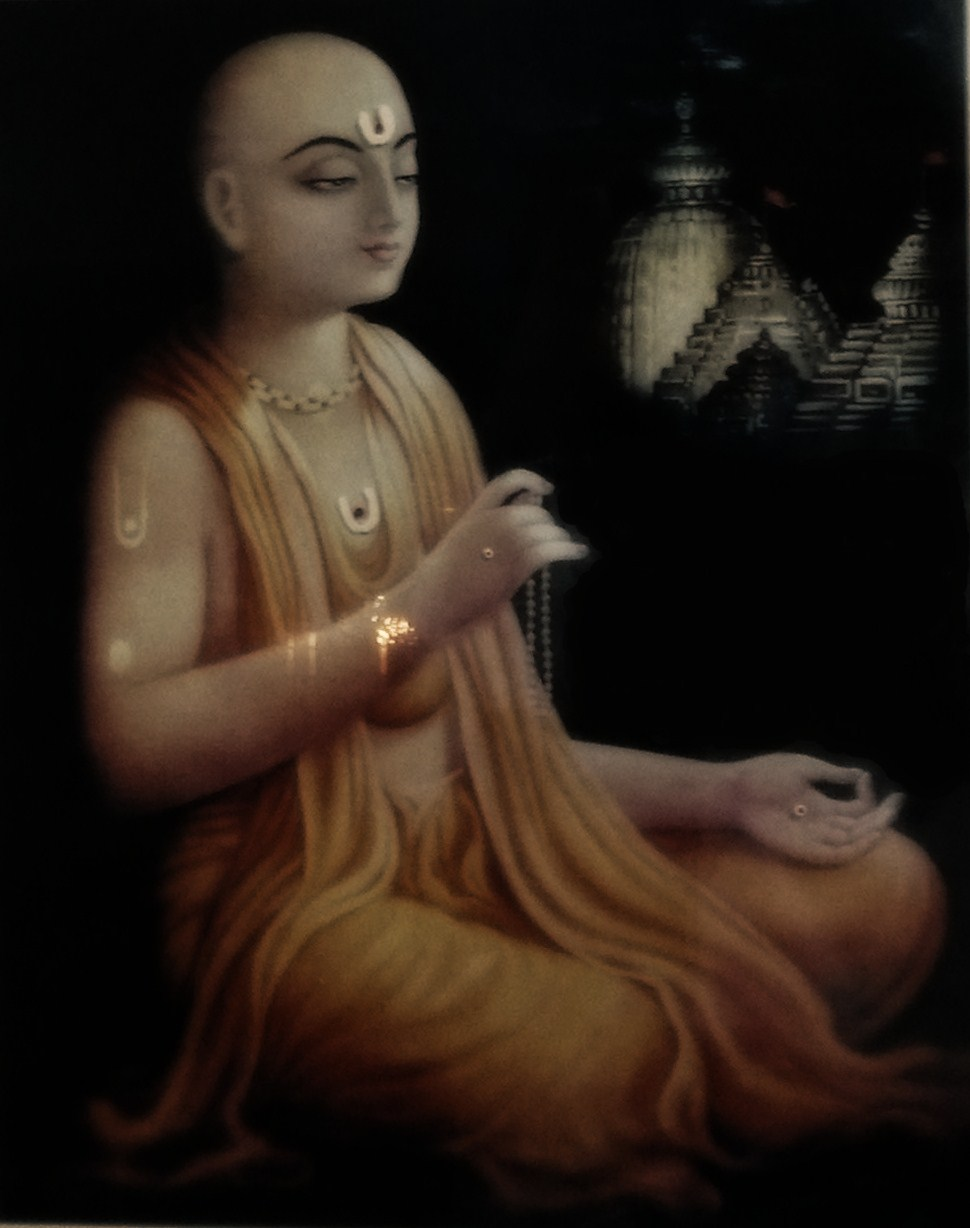
چیتانیا مهپراقوه
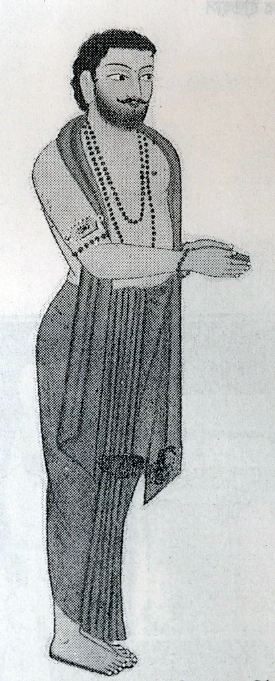
سری رامپراساد
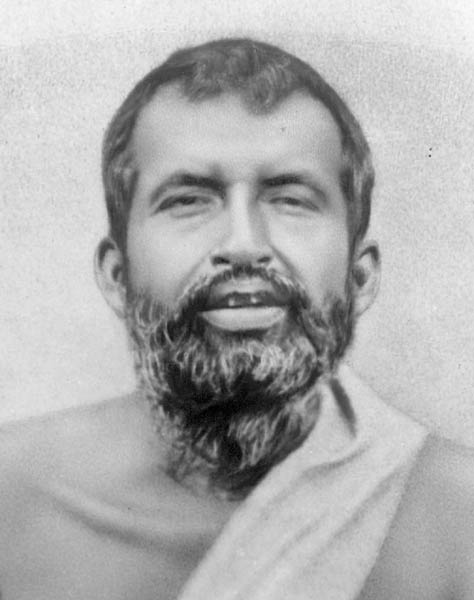
راماکیشنا
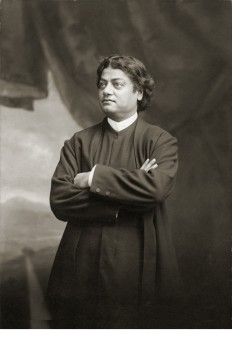
سوامی ویواکاندا
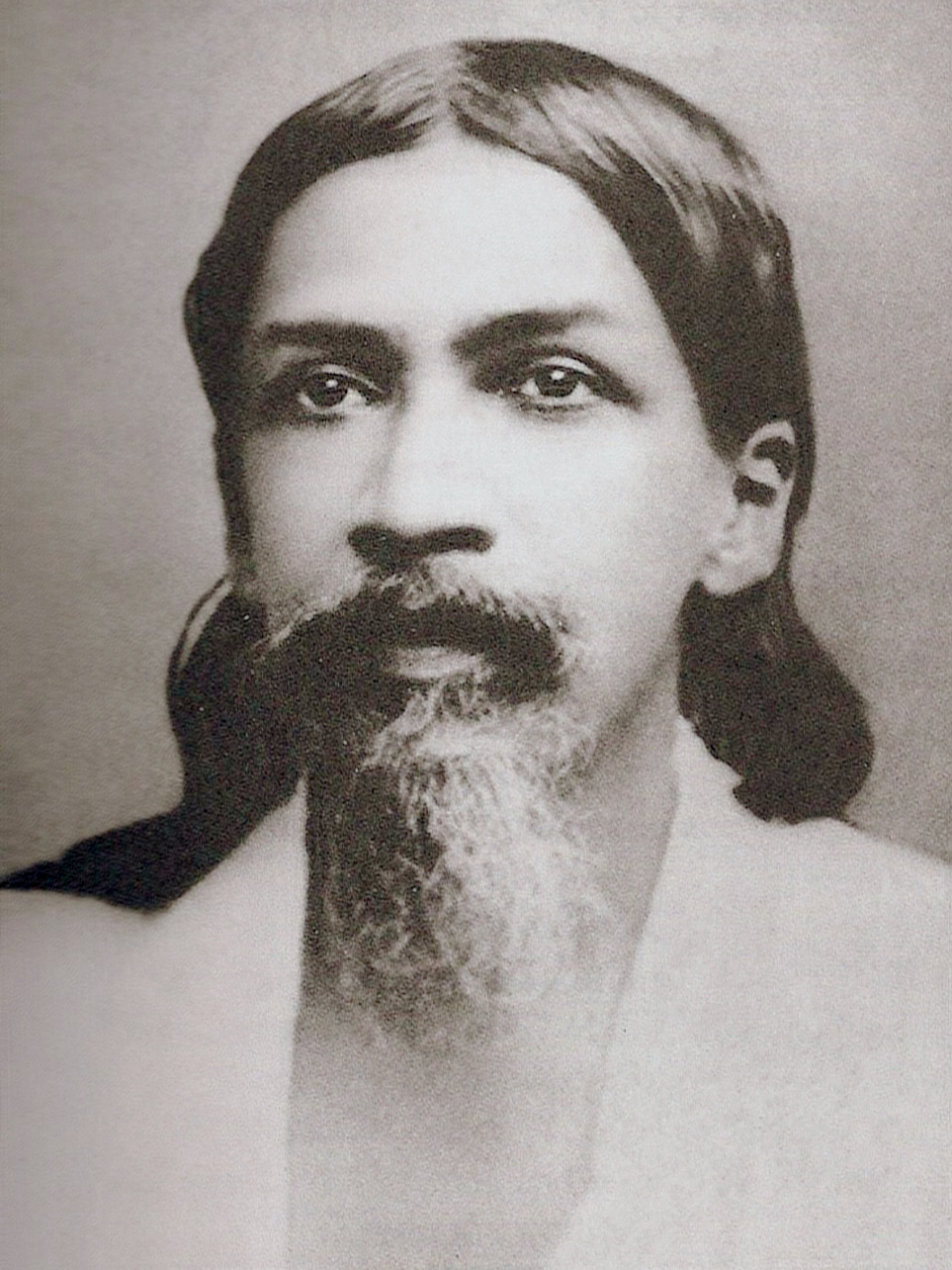
سری اوروبیندو
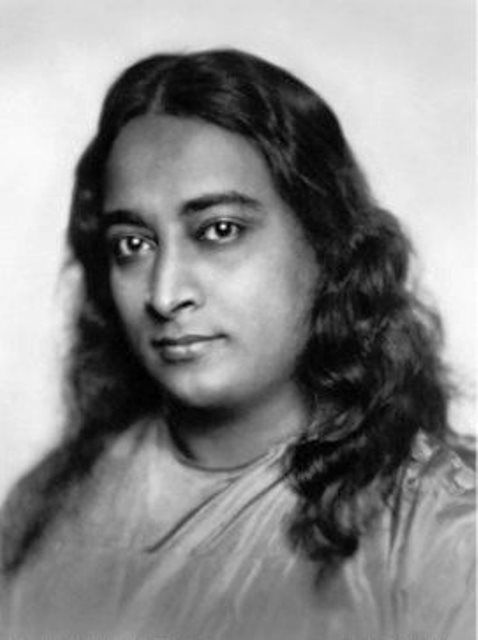
پرامهاساندرا یوگاندا
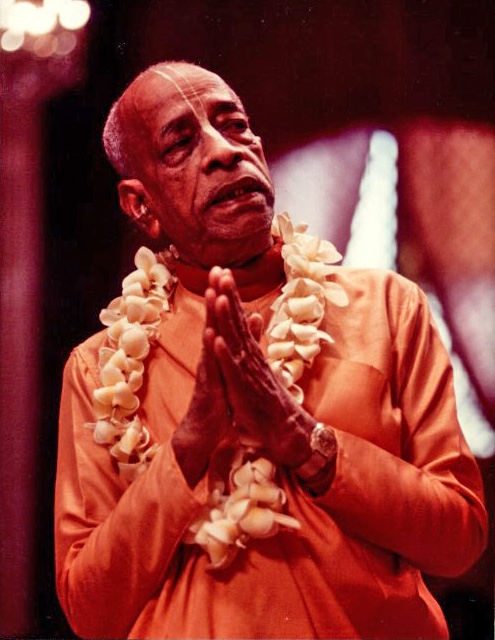
AC Bhaktivedanta Swami Prabhupada

## نهادهای مشارکتی
- انجمن آسیایی (est.1784)
- کالج فورت ویلیام (۱۸۰۰)
- کالج Serampore (1817)
- کالج مدرسه کتاب کلکته (۱۸۱۷)
- مدرسه هندو (۱۸۱۷)
- مدرسه هار (۱۸۱۸)
- کالج سانسکریت (۱۸۲۴)
- مؤسسه مجمع عمومی (۱۸۳۰) (در حال حاضر به عنوان کالج کلیسای اسکاتلندی شناخته می‌شود)
- کالج پزشکی کالکتا (۱۸۳۵)
- مدرسه و کالج رایگان مهر و موم Lall (1842)
- کالج هندو (۱۸۱۷)، کالج ریاست جمهوری، کالکتا (۱۸۵۵)، دانشگاه ریاست جمهوری (از سال ۲۰۱۰)
- کالج مهندسی بنگال، شیبپور (۱۸۵۶) که اکنون به عنوان مؤسسه مهندسی علوم و فناوری هندی (Shibpur) شناخته می‌شود
- دانشگاه کلکته (۱۸۵۷)
- کالج Vidyasagar (1872)
- هندو مهلا ویدیالایا (۱۸۷۳)
- بانگا ماهیل ویدیالایا (۱۸۷۶)
- انجمن علمی کشاورزی هند (۱۸۷۶)
- کالج بثون (۱۸۷۹)
- کالج Ripon (1884) (که اکنون به عنوان کالج Surendranath شناخته می‌شود)
- شورای ملی آموزش و پرورش، بنگال (۱۹۰۶) (که اکنون به عنوان دانشگاه جادوپور شناخته می‌شود)
- دانشگاه ویسوا بارتاتی (۱۹۲۱)
- دانشگاه داکا (۱۹۲۱)
- کالج مهرداد منیندرا چاندرا (۱۹۴۱)
- سیت آناندامام جیپوریا کالج (۱۹۴۵)

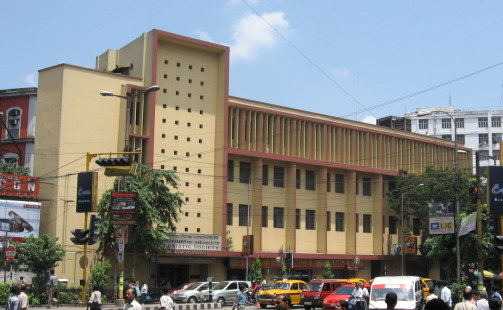
انجمن آسیایی
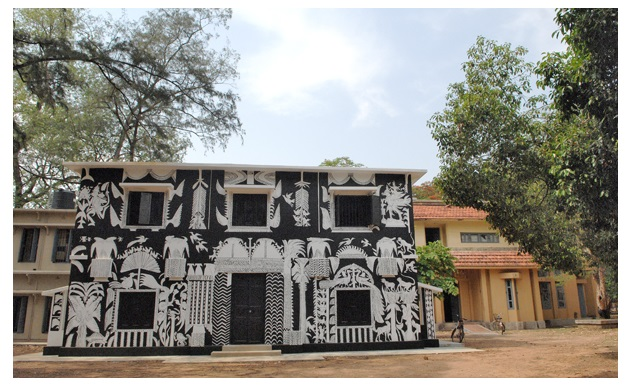
دانشگاه ویسوا-براتی
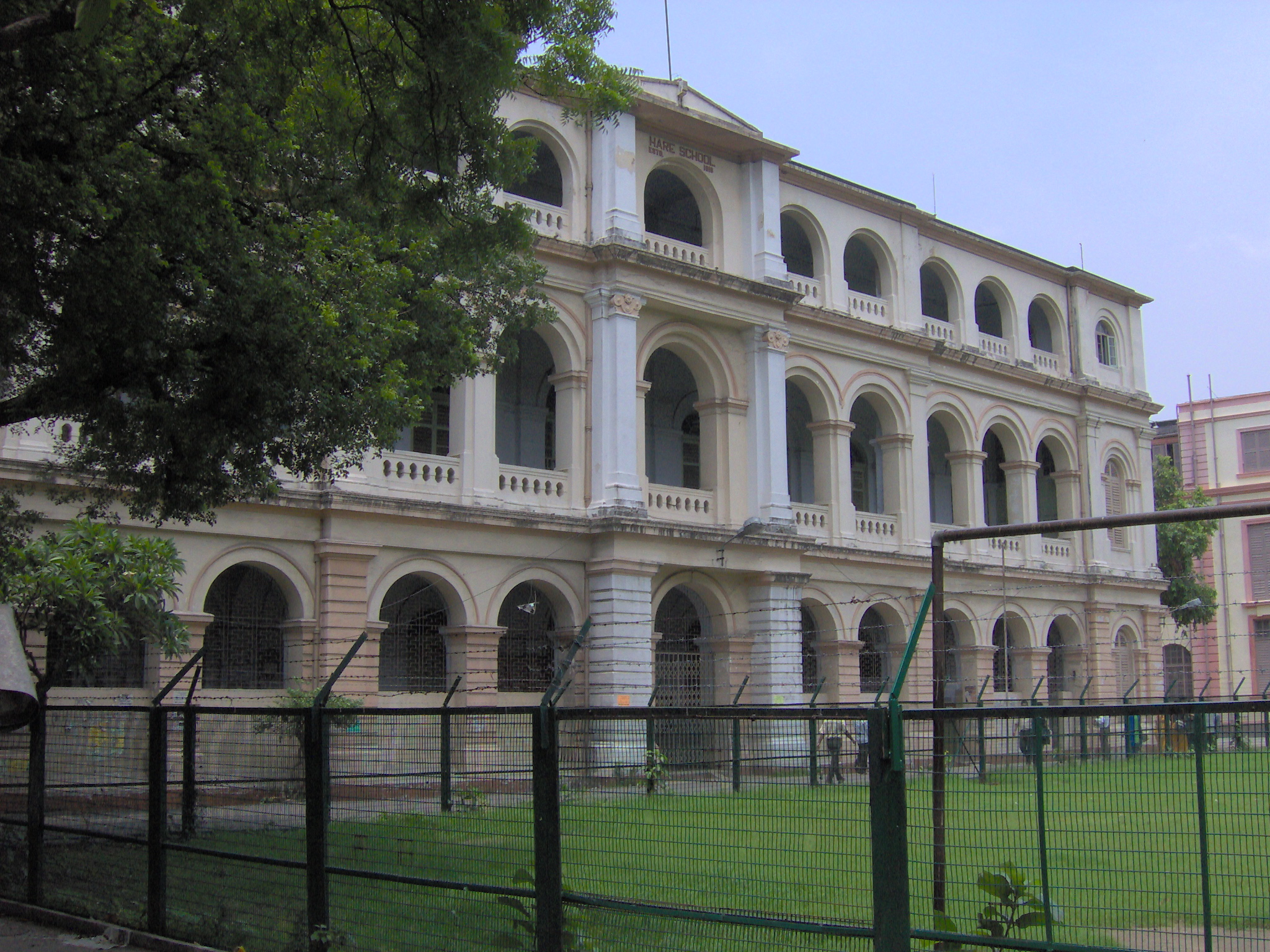
دانشکده خرگوش
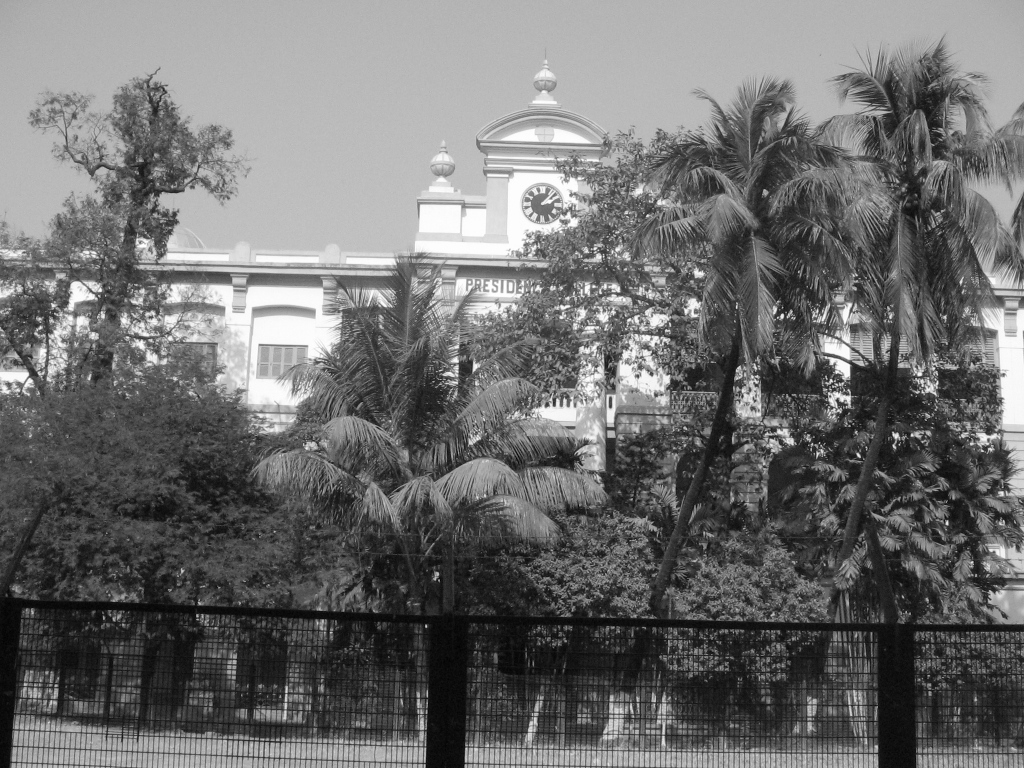
دانشگاه ریاست جمهوری
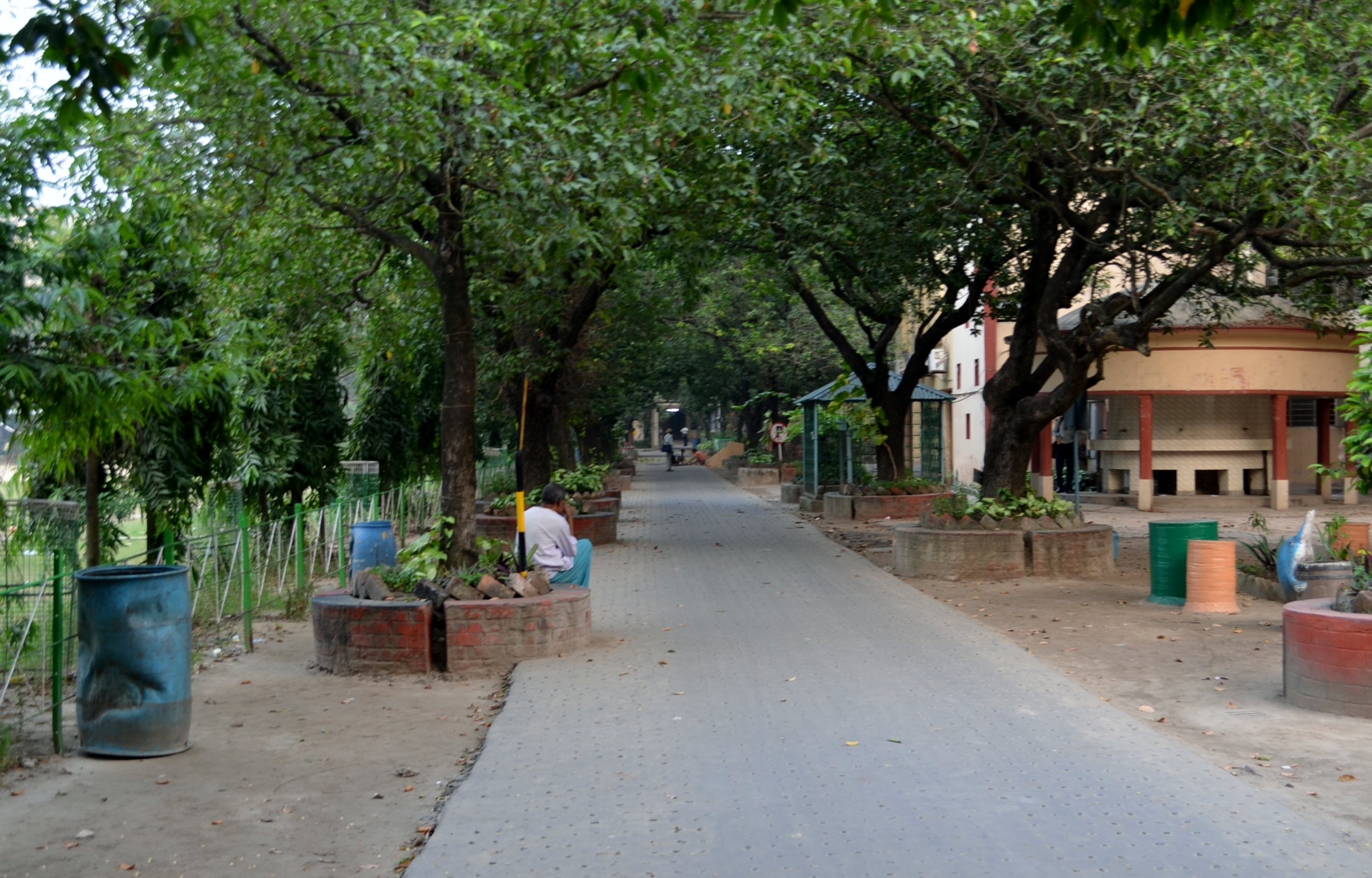
دانشگاه جادوپور
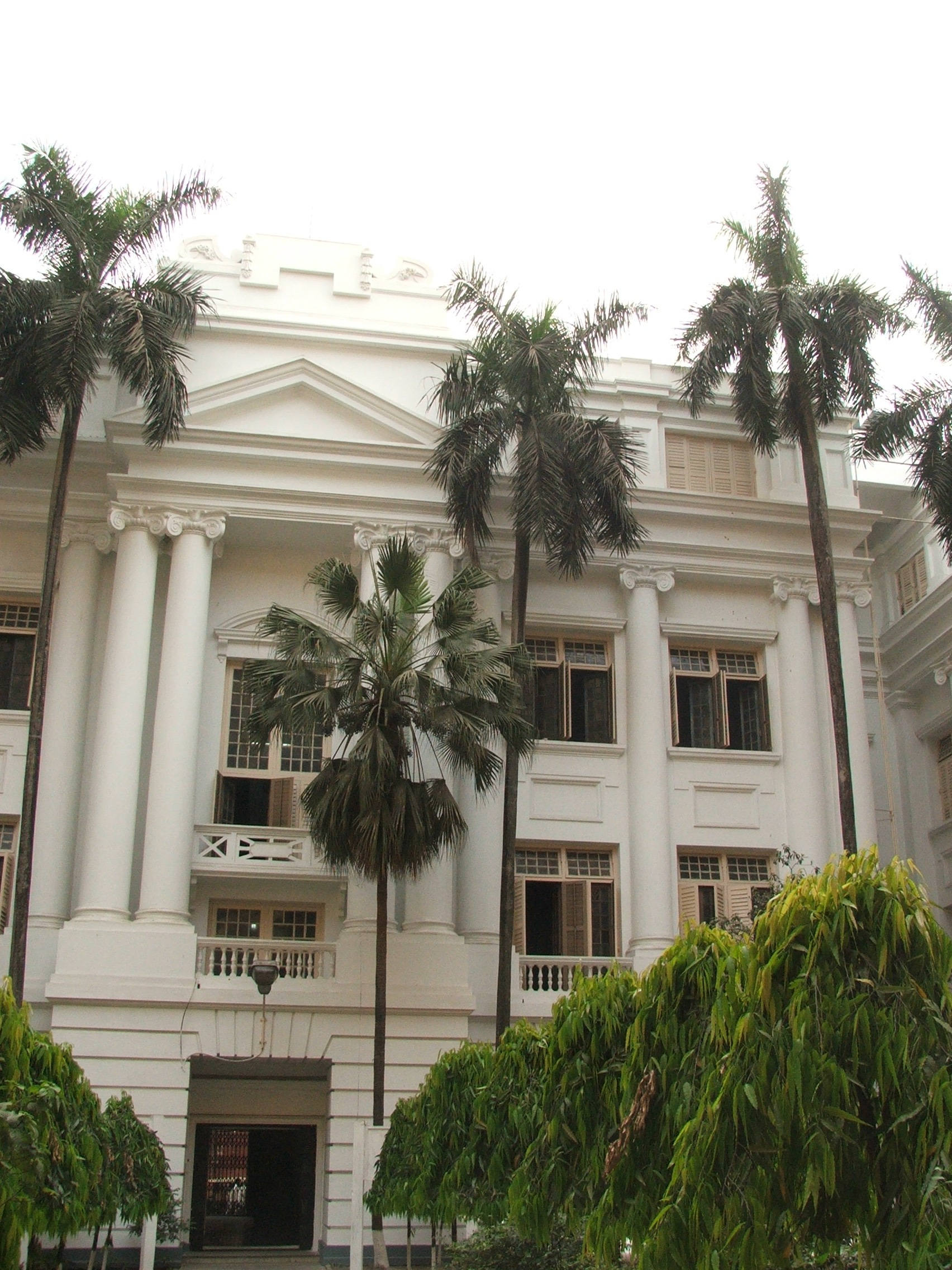
دانشگاه کلکته
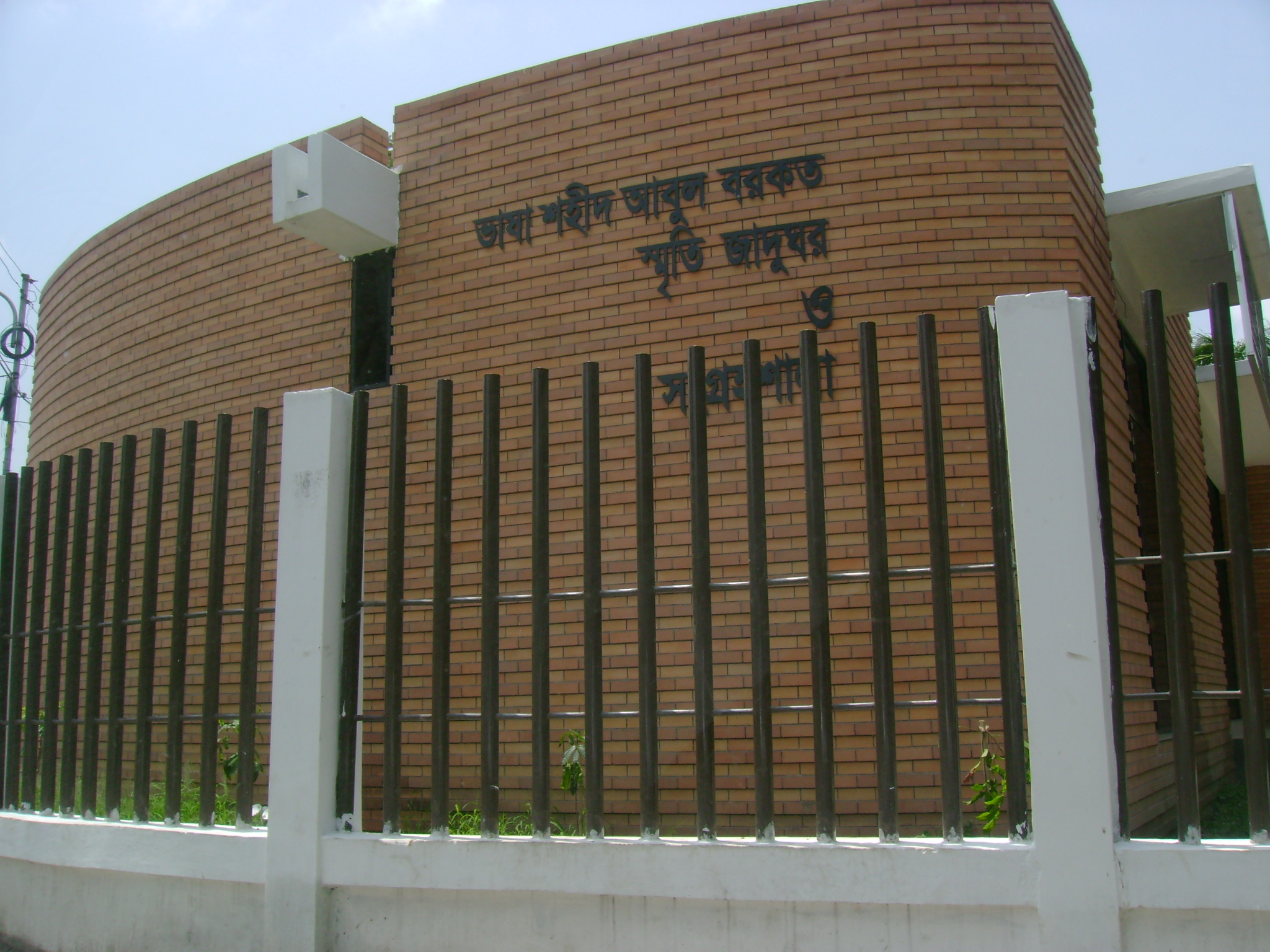
دانشگاه داکا
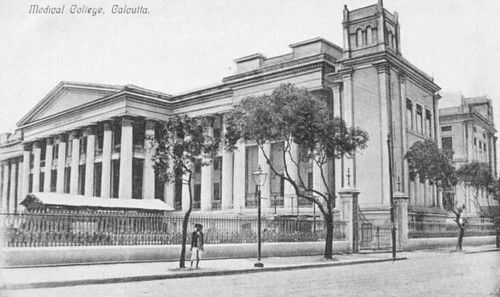
کالج پزشکی کالکتا